# Dhirendra Nath Ganguly
Dhirendra Nath Ganguly, mieux connu sous les noms de Dhiren Ganguly or D.G., était un réalisateur, acteur et producteur indien, considéré comme l'un des fondateurs du cinéma bengali.

## Biographie

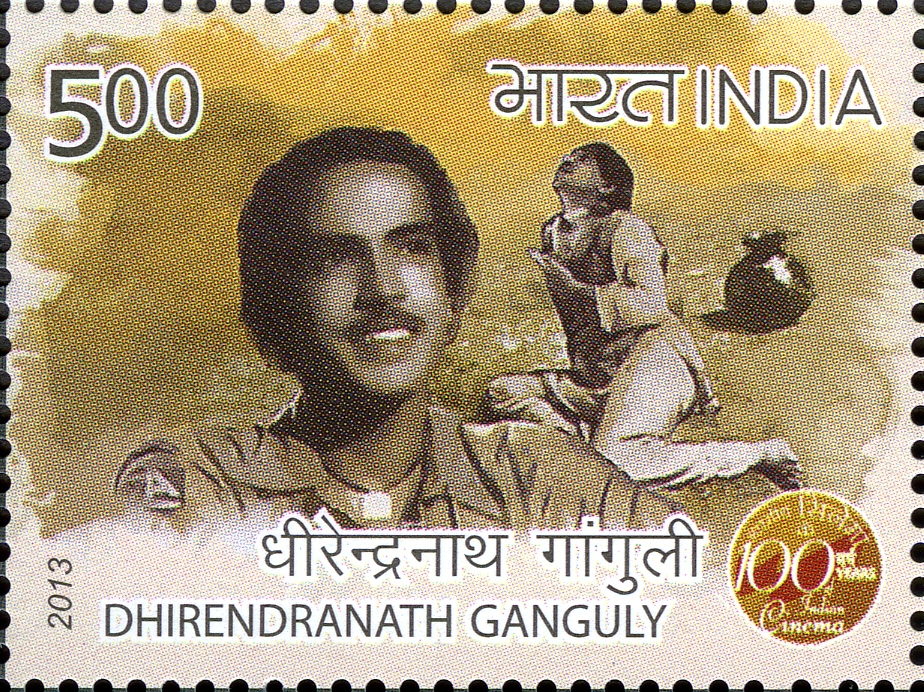
Timbre de 2013 en son honneur

Sa famille, aristocratique, était originaire de Barisal, aujourd'hui au Bangladesh. Son du théâtre le rapprocha de Rabindranath Tagore, qui l'avait vu jourer dans quelques-unes de ses pièces et Dhiren Ganguly partit à Santiniketan, dans ce qui allait devenir l'université Visva-Bharati. Il en partit en 1910 pour le Scottish Church College qu'il ne fréquenta que six mois. Il intégra ensuite la Jubilee Arts Academy puis la Government School of Arts d'où il ressorti diplômé en 1912;il devint directeur de la State Art School à Hyderabad.
En 1925, il publia un livre de photographies de ses techniques de maquillage, intitulé Bhavki Abhibyakti, techniques qu'il avait apprises à Santiniketan et qu'il avait transmises  aux officiers de la Criminal Investigation Department en Inde britannique, puis en Inde indépendante.
La publication de son livre de photographies le mit en contact avec J.F. Madan, qui accepta de produire ses films. Et avec  Nitish Lahiri, un dirigeant des Madan Theatres, il fonda la Indo British Film Co, la première société de production cinématographique possédée par des Bengalis. Leur premier film fut Bilat Ferat en 1921 dans une situation politique difficile où il y avait beaucoup de censure.
Dhiren Ganguly fonda ensuite en 1922 la Lotus Film Company à Hyderabad et créa un studio avec l'aide du Nizâm. Peintre, il enseignait aussi au Nizam's Art College. Mais en 1924, après avoir distribué un film réalisé à Bombay qui racontait une histoire d'amour entre un prince musulman et une Hindoue, le Nizâm coupa les vivre et chassa Dhiren Ganguly d'Hyderabad. Il déménagea à Calcutta pour former une autre société de production, British Dominion Films, dans laquelle l'acteur P.C. Barua investit, de même que les rajas de Purî et de Patna, 
Mais l'arrivée du cinéma parlant mit en faillit la société, et ils rejoignirent les New Theatres de Birendranath Sircar (en).
Il fit son dernier film en 1949.

## Filmographie
- 1921 : Bilat Ferat, coréalisé avec Nitish Chandra Laharry